# Iberochondrostoma
El género Iberochondrostoma, llamados comúnmente bogas, son peces ciprínidos de agua dulce incluidos en el orden Cypriniformes, endémicos de la península ibérica, con especies que tradicionalmente se consideraban dentro del género Chondrostoma y que tras un análisis de ADN mitocondrial se decidió separar en seis géneros distintos. El nombre del grupo proviene del griego: iberos (ibérico) + chondros (cartílago) + stoma (boca).

## Morfología
Son ciprínidos de pequeño tamaño, con una pequeña boca sin el reborde córneo en el labio inferior que caracteriza al género Chondrostoma (y que le da nombre), aunque el resto de características morfológicas son idénticas al mencionado género y solo podemos separarlos sobre la base de las diferencias moleculares.

## Hábitat
Vive fundamentalmente en ríos de corriente moderada ricos en vegetación sumergida.

## Especies
Las especies de este género son:
- - Iberochondrostoma almacai (Coelho, Mesquita & Collares-Pereira, 2005) - Boga do sudoeste.
  - Iberochondrostoma lemmingii (Steindachner, 1866) - Pardilla.
  - Iberochondrostoma lusitanicum (Collares-Pereira, 1980) - Boga portuguesa.
  - Iberochondrostoma olisiponensis (Gante, Santos & Alves, 2007) - Boga de boca arqueada de Lisboa.
  - Iberochondrostoma oretanum (Doadrio & Carmona, 2003) - Boga portuguesa.